# Spiro Mounds
Pour les articles homonymes, voir Mounds.
Spiro Mounds est l'un des sites archéologiques précolombiens les plus importants des États-Unis. Il est situé en Oklahoma.   

## Situation
Situé près de la ville de Spiro dans le comté de Le Flore (Oklahoma), il mesure 60,7 hectares et est protégé par l'Oklahoma Historical Society et ouvert au public. Il est classé au Registre national des lieux historiques.  

## Histoire
Spiro Mounds est le site archéologique de la civilisation du Mississippi situé le plus à l'ouest. Cette civilisation s'est développée entre le IXe et le XVIIe siècle,, et peut être rattachée à la culture des Mound Builders, car elle a produit 12 grands tertres,. Ces structures en terre étaient aplanies à leur sommet pour accueillir des cérémonies religieuses ou politiques. Elles dominaient de grandes places (plaza) et les habitations regroupées en villages. Les archéologues ont identifié quelque 20 autres villages de cette époque dans les environs de Spiro Mounds qui entretenaient des relations commerciales et culturelles avec d'autres sites de la civilisation du Mississippi.

Spiro Mounds fut occupé entre 950 et 1450 apr. J.-C.. Située sur la rive sud de l'Arkansas, elle constituait la capitale d'une chefferie régionale et comptait 11 tertres à plateforme et un tertre funéraire sur 0,32 km². Un ensemble de neuf tertres surplombant une place ovale représentait le centre du village. Le plus imposant, Brown Mound se trouvait sur le côté oriental de la place. Il était doté d'une rampe en terre qui permettait d'accéder au sommet par sa face nord.

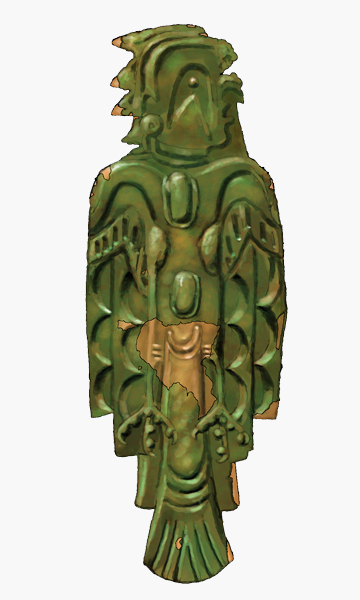
L'Homme-Oiseau (Birdman) est un thème figuré sur les objets retrouvés à Spiro Mounds

Les archéologues ont montré que la population de Spiro Mounds resta nombreuse jusque vers 1250 apr. J.-C. Puis, une partie des habitants migrèrent vers les villages voisins. Le lieu conserva sa fonction religieuse et funéraire jusque vers 1450 apr. J.-C.. Les raisons de l'abandon du site restent mystérieuses.
Craig Mound (aussi appelé The Spiro Mound), pillé dans les années 1930, est le deuxième tertre du site et servait uniquement de lieu de sépulture pour les élites du village. Situé au sud-est de la grande place, il était creusé d'une galerie. Des objets en bois, en cuivre, en plume, en fourrure, des paniers et des coquillages (Busycon contrarium) ont été mis au jour dans la chambre funéraire soutenue par des structures en bois et qui est restée intacte. Craig Mound est comparée au tombeau de Touthankamon. 
Joseph Thoburn photographia le site en 1914. Les archéologues de l'Université de l'Oklahoma l'explorèrent entre 1936 et 1941 avec l'aide de la Works Progress Administration (WPA). Au milieu des années 1960, l'U.S. Army Corps of Engineers acheta une grande partie des terres afin de créer un parc national archéologique qui ne vit pas le jour. L'Oklahoma Historical Society fonda le Spiro Mounds Archaeological Center en 1978.
Spiro Mounds faisait partie du Southern Cult, la culture funéraire qui couvrait la majeure partie du sud-est de l’Amérique du Nord entre 1200 et 1650 environ. Son développement coïncida avec l'adoption de la culture du maïs et l'organisation de chefferies à niveaux sociaux complexes par la civilisation du Mississippi. Les principales communautés du Southern Cult étaient Cahokia dans l'Illinois, Etowah et Ocmulgee en Géorgie, et Moundville en Alabama. 
Spiro Mounds appartenait à un réseau d'échanges de marchandises et de matières premières destinées à fabriquer des objets cultuels : silex du Nouveau-Mexique, cuivre des Grands Lacs, coquillages du golfe du Mexique, mica des Carolines. Il semble que Spiro Mounds était le seul centre en contact avec le Mexique d'où était importée de l'obsidienne. Les marchandises pouvaient voyager grâce aux cours d'eau. Les artistes utilisèrent ces matériaux pour créer des objets reflétant leur identité culturelle et leurs croyances. Dans le Craig Mound se trouvaient des pipes à effigie, des masses d'arme, des couteaux, des pointes de flèche, des poteries, etc. Les principaux motifs de décoration des objets étaient des joueurs de chunkey, l'Homme-Oiseau et le Grand Serpent, thèmes communs à la civilisation du Mississippi.